# Stephen Morris
Stephen Morris, geboren 28 oktober 1957 in Macclesfield uit Cheshire in Engeland, is drummer in de Britse band New Order. Hij speelt daarnaast ook percussie en keyboards. Hij staat bekend om zijn strakke drumritmes en wordt dan ook vaak 'The Drum Machine' genoemd.
Stephen Morris was de drummer van Joy Division, de band waar New Order in 1980 uit is ontstaan. Ook was hij drummer in The Other Two. Deze band bestond uit Morris en zijn vrouw Gillian Gilbert, die eveneens in New Order speelt.